# توماش کارولاک
توماش کارولاک (لهستانی: Tomasz Karolak؛ زادهٔ ۲۱ ژوئن ۱۹۷۱) بازیگر اهل لهستان است.
از فیلم‌ها یا برنامه‌های تلویزیونی که وی در آن نقش داشته‌است، می‌توان به کارگزار من، نیمه سوم، همه دوستان من مرده‌اند، تستوسترون، مرد ایده‌آل برای دوست‌دخترم، عشق پیچیده، هنرمندان، یک خانواده لهستانی،‌ شمش‌سازان، دو روی سکه، دستورالعمل زندگی، فقط عاشقم باش، مادران، کارآگاهان جنایی، ۳۹ و نیم، قانون حقیقی، پدر متیو، هتل ۵۲، نامه به بابا نوئل، نامه به بابا نوئل ۲، نامه به بابا نوئل ۳ و سیاره مجرد اشاره کرد.